# Les Cigognes
 (avril 2024).
La mise en forme du texte ne suit pas les recommandations de Wikipédia : il faut le « wikifier ».
Les points d'amélioration suivants sont les cas les plus fréquents :
- Les titres sont pré-formatés par le logiciel. Ils ne sont ni en capitales, ni en gras.
- Le texte ne doit pas être écrit en capitales (les noms de famille non plus), ni en gras, ni en italique, ni en « petit »…
- Le gras n'est utilisé que pour surligner le titre de l'article dans l'introduction, une seule fois.
- L'italique est rarement utilisé : mots en langue étrangère, titres d'œuvres, noms de bateaux, etc.
- Les citations ne sont pas en italique mais en corps de texte normal. Elles sont entourées par des guillemets français : « et ».
- Les listes à puces sont à éviter, des paragraphes rédigés étant largement préférés. Les tableaux sont à réserver à la présentation de données structurées (résultats, etc.).
- Les appels de note de bas de page (petits chiffres en exposant, introduits par l'outil «  Source ») sont à placer entre la fin de phrase et le point final[comme ça].
- Les liens internes (vers d'autres articles de Wikipédia) sont à choisir avec parcimonie. Créez des liens vers des articles approfondissant le sujet. Les termes génériques sans rapport avec le sujet sont à éviter, ainsi que les répétitions de liens vers un même terme.
- Les liens externes sont à placer uniquement dans une section « Liens externes », à la fin de l'article. Ces liens sont à choisir avec parcimonie suivant les règles définies. Si un lien sert de source à l'article, son insertion dans le texte est à faire par les notes de bas de page.
- La présentation des références doit suivre les conventions bibliographiques. Il est recommandé d'utiliser les modèles {{Ouvrage}}, {{Chapitre}}, {{Article}}, {{Lien web}} et/ou {{Bibliographie}}. Le mode d'édition visuel peut mettre en forme automatiquement les références.
- Insérer une infobox (cadre d'informations à droite) n'est pas obligatoire pour parachever la mise en page.

Pour une aide détaillée, merci de consulter Aide:Wikification.
Si vous pensez que ces points ont été résolus, vous pouvez retirer ce bandeau et améliorer la mise en forme d'un autre article.
 (avril 2024).
- Si vous ne connaissez pas le sujet, laissez ce bandeau (vous pouvez alors contacter les auteurs).
- Si vous supprimez le contenu mis en cause (vous pouvez préalablement contacter les auteurs),

argumentez précisément cette suppression dans la page de discussion
(un manque de référence n'est pas un argument ; une recherche réelle de référence doit avoir été effectuée, être formellement documentée).

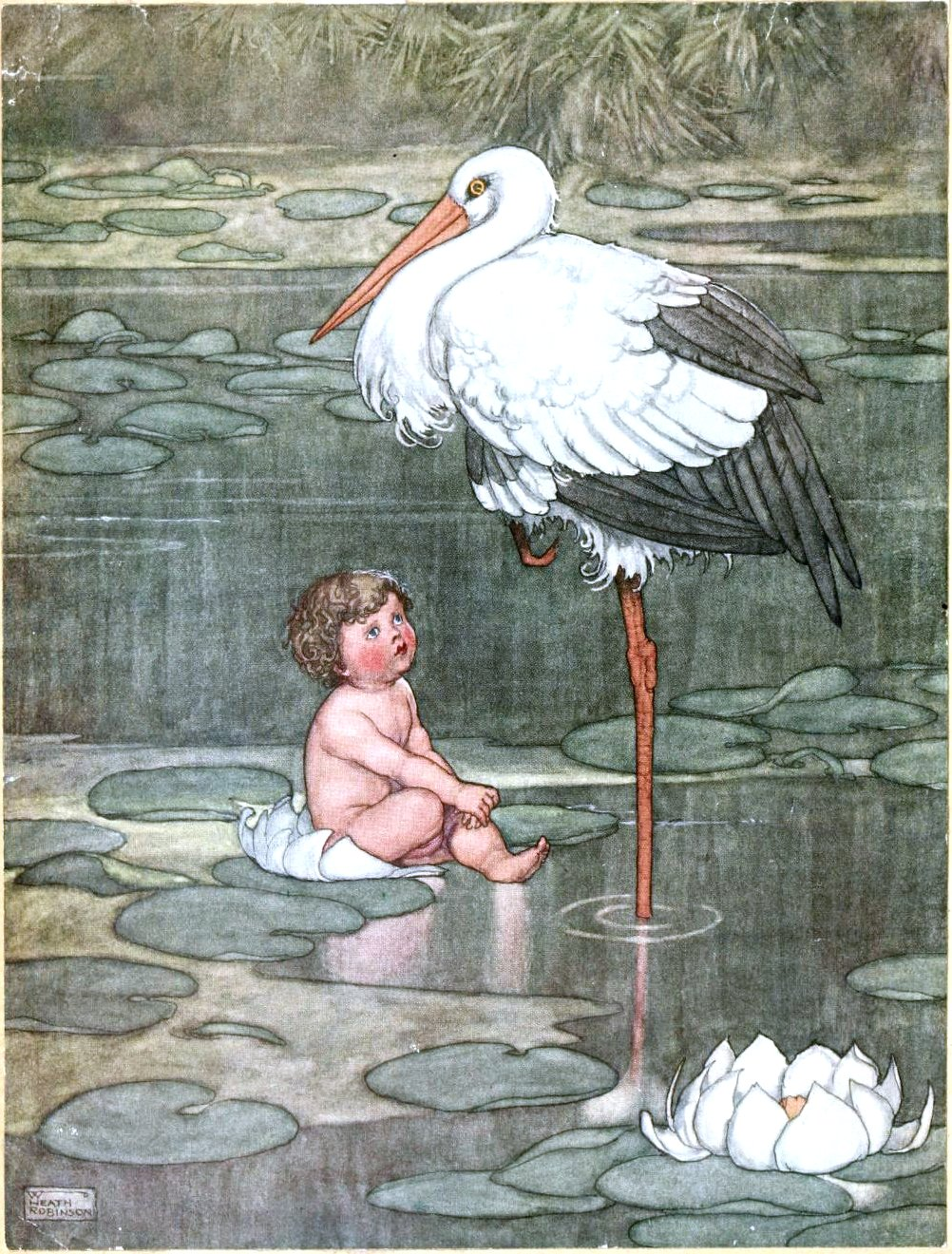
Couverture des Contes d'Andersen par Robinson (1913)

Les Cigognes est un conte de fées moins connu de Hans Christian Andersen, publié en 1839. Traduit du danois par Ernest Grégoire et Louis Moland, il est paru en France en 1873.

## L'histoire

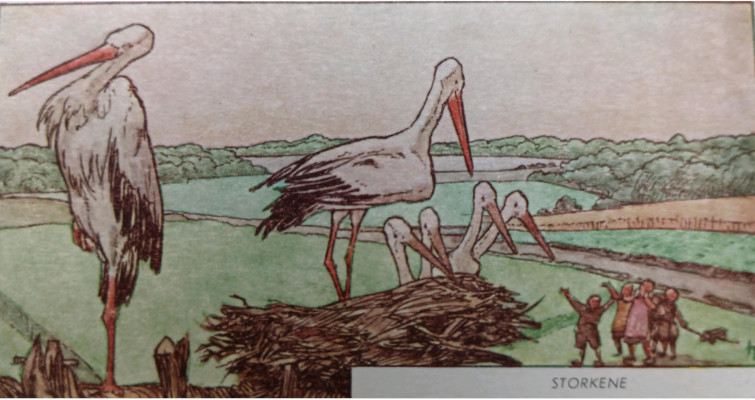
Hans Tegener, aquarelle pour "Les Cigognes"

Un couple de cigognes était revenu au village de leurs quartiers d’hiver. La progéniture a été élevée avec amour dans le nid sur le pignon du toit et préparée pour le long voyage vers le sud. Une troupe de garçons du village chantait une cruelle chanson moqueuse à l’intention des cigognes :
« Cigogne, cigogne,

Vole vers ta maison !

Ta femme est dans son nid

Avec sa quatre petits.

Le premier sera pendu,

Le second sera perdu,

Le troisième brûlé,

Le quatrième tué ! »
Cela effraya les jeunes cigognes. Un garçon était particulièrement vicieux, et un autre nommé Peter était bien disposé envers les cigognes.

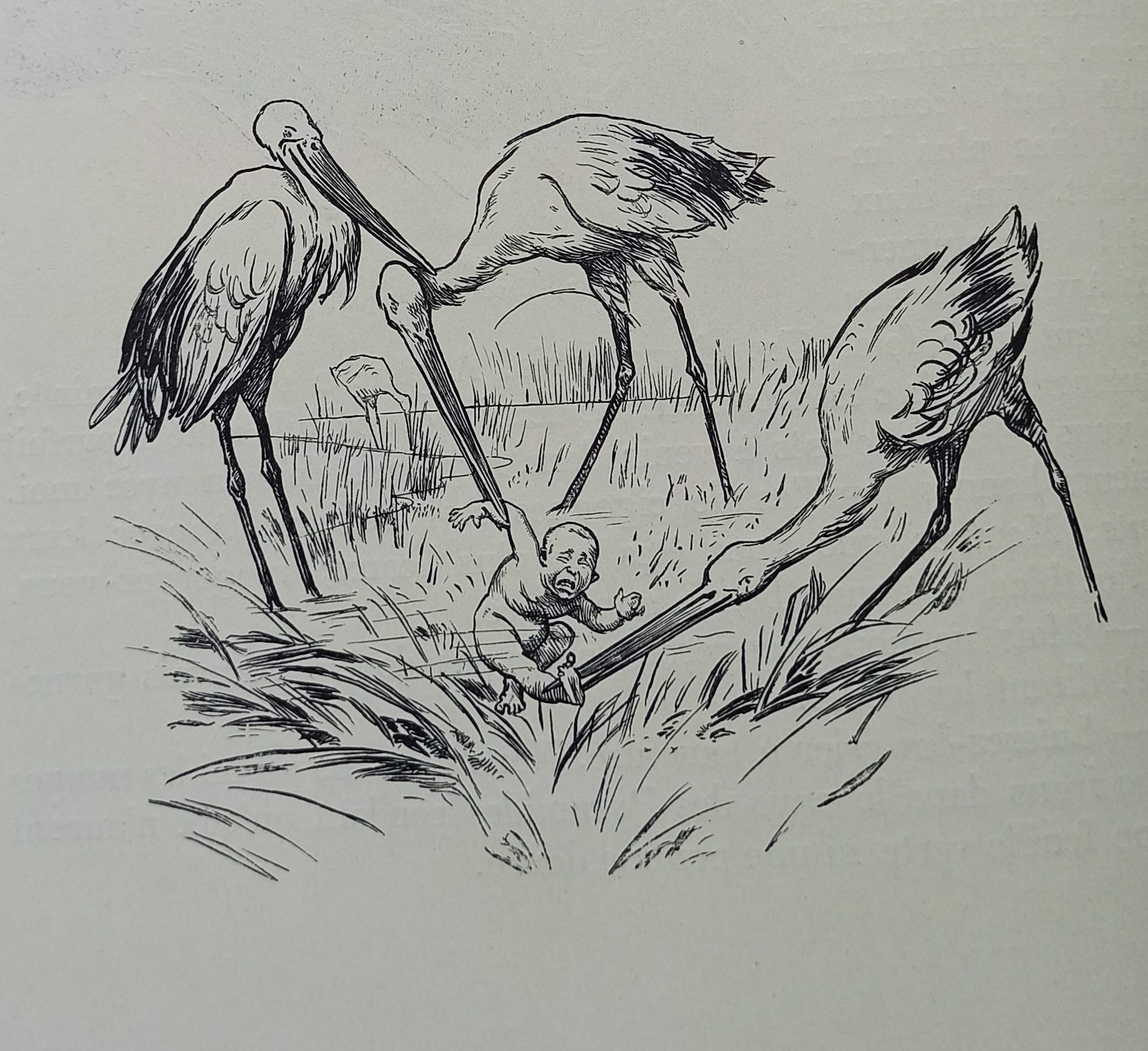
Les Cigognes [2

Les parents cigognes ont calmé leur progéniture et leur ont fait comprendre qu’ils devaient avant tout apprendre à voler.
À la fin de l’été, ils se mirent en route pour le sud, au pays des pyramides. La mère cigogne a promis à ses enfants cigognes qu’ils se vengeraient de la chanson maléfique. « Je sais où se trouve l’étang où sont déposes les petits enfants avant qu’une cigogne vienne les prendre pour les porter aux parents. "
Pour les enfants qui n’ont pas chanté la vilaine chanson, ils apportent à chacun d’eux un petit frère ou une petite sœur mignon. Dans la maison du méchant garçon, il est porté un bébé qui est mort.  Mais dans la maison du garçon au grand cœur nommé Pierre, les cigognes apporterons à la fois deux enfants. « Eh bien ! en souvenir de lui, vous vous appellerez tous Pierre. » Et c’est ainsi qu’aujourd’hui encore toutes les jeunes cigognes s’appellent Peter. »

## Mythes et superstition
La cigogne est un oiseau aquatique. Dans les coutumes païennes, les gens vénèrent souvent les divinités de l’eau lorsqu’ils n’ont pas d’enfants. La cigogne a peut-être assumé cette fonction au cours de la christianisation.
Le dictionnaire de Grimm décrit une connexion entre la naissance des enfants et la progéniture des cigognes et des hirondelles (entrée de l'année 1676).
Au XIXe siècle, la honte sexuelle croissante a renforcé le récit selon lequel la cigogne amène les enfants, et les dépose dans la cheminée.
Le conte Les Cigognes (écrit 1839) d'Andersen et aussi les ouvrages de l'illustrateur alsacien Jean-Jacques Waltz, alias Hansi (1873 à 1951), ont contribué à la diffusion du mythe de la cigogne en France.
La cigogne est présente dans de nombreuses croyances à la campagne. La cigogne annonce le printemps. "Le jour de la Saint-Pierre (22 février), la cigogne cherche son nid." Il y a également de nombreuses comptines. « Cigogne, cigogne, t’as de la chance. Tous les ans, tu passes en France. »